# George Courtney
George Courtney (Spennymoor, Durham (megye), 1941. június 4. –?) angol nemzetközi  labdarúgó-játékvezető. Foglalkozását tekintve általános iskolai igazgató.

## Pályafutása

### Nemzeti játékvezetés
A játékvezetői vizsgát Spennymoor területi szövetségnél 1961-ben tette le. 1973-ig az Északi Liga játékvezetője,  1971–1974 között az országos Liga partbírója. 1973-tól az országos játékvezetők kiegészítő csoportjában vezetett. 1974-től a Futball Liga játékvezetője. Úgy tervezete, hogy 1989-ben visszavonul, de sportvezetőinek különleges engedélyével még három évig szolgálta a labdarúgást. A nemzeti játékvezetéstől 1992-ben vonult vissza.

#### Nemzeti kupamérkőzések
Vezetett kupadöntők száma: 4.

##### FA-kupa
| Időpont         | Helyszín                | Mérkőzés típusa | Mérkőzés                      | Eredmény | Nézők száma |
| --------------- | ----------------------- | --------------- | ----------------------------- | -------- | ----------- |
| 1980. május 10. | Wembley Stadion, London | döntő           | West Ham United FC–Arsenal FC | 1 : 0    | 100 000     |

##### Angol labdarúgó-ligakupa
| Időpont           | Helyszín                | Mérkőzés típusa | Mérkőzés                                  | Eredmény | Nézők száma |
| ----------------- | ----------------------- | --------------- | ----------------------------------------- | -------- | ----------- |
| 1983. március 26. | Wembley Stadion, London | döntő           | Liverpool–Manchester United FC            | 2 : 1    | 99 304      |
| 1992. április 12. | Wembley Stadion, London | döntő           | Manchester United FC–Nottingham Forest FC | 1 : 0    | 76 810      |

##### Angol labdarúgó-szuperkupa
| Időpont             | Helyszín                | Mérkőzés típusa | Mérkőzés                          | Eredmény | Nézők száma |
| ------------------- | ----------------------- | --------------- | --------------------------------- | -------- | ----------- |
| 1990. augusztus 18. | Wembley Stadion, London | döntő           | Liverpool FC–Manchester United FC | 1 – 1    | 66 558      |

### Nemzetközi játékvezetés
Az Angol labdarúgó-szövetség Játékvezető Bizottsága (JB) terjesztette fel nemzetközi játékvezetőnek, a Nemzetközi Labdarúgó-szövetség (FIFA) 1977-től tartotta nyilván bírói keretében. A FIFA JB központi nyelvei közül a angolt és a franciát beszéli. Több nemzetek közötti válogatott és klubmérkőzést vezetett, vagy működő társának partbíróként segített. Európai-kupamérkőzések irányítójaként az örök ranglistán a 92. helyet foglalja el 31 találkozó vezetésével. Az angol nemzetközi játékvezetők rangsorában, a világbajnokság-Európa-bajnokság sorrendjében a 3. helyet foglalja el 17 találkozó szolgálatával. A FIFA JB úgy ismerte el játékvezetői képességeit, hogy a korhatár elérését követően tovább vezethetett, az 50 éves kort elérve 1991-ben fejezte be aktív nemzetközi pályafutását. Válogatott mérkőzéseinek száma: 24.

#### Labdarúgó-világbajnokság

##### U20-as labdarúgó-világbajnokság
Ausztrália rendezte az 1981-es ifjúsági labdarúgó-világbajnokságot, ahol a FIFA JB bíróként alkalmazta.

###### 1981-es ifjúsági labdarúgó-világbajnokság
| Időpont          | Helyszín                    | Mérkőzés típusa              | Mérkőzés         | Eredmény | Nézők száma |
| ---------------- | --------------------------- | ---------------------------- | ---------------- | -------- | ----------- |
| 1981. október 3. | Olimpiai Stadion, Melbourne | csoportmérkőzés (B. csoport) | Románia–Brazília | 1 : 1    | 13 538      |

---
A világbajnoki döntőhöz vezető úton Spanyolországba a XII., az 1982-es labdarúgó-világbajnokságra, Mexikóba a XIII., az 1986-os labdarúgó-világbajnokságra és Olaszországba a XIV., az 1990-es labdarúgó-világbajnokságra a FIFA JB bíróként alkalmazta. Selejtező mérkőzéseket a UEFA  és az AFC zónákban vezetett. A FIFA JB elvárása szerint, ha nem vezetett, akkor partbíróként tevékenykedett. 1986-ban két csoportmérkőzés közül az egyiken egyes számú besorolást kapott, játékvezetői sérülés esetén továbbvezethette volna a találkozót. Az egyik nyolcaddöntőn szintén egyes számú pozícióban tevékenykedett. 1990-ben két csoportmérkőzésen 2. számú besorolást kapott. Világbajnokságokon vezetett mérkőzéseinek száma: 4 + 5 (partbíró).

##### 1982-es labdarúgó-világbajnokság

###### Selejtező mérkőzés
| Időpont            | Helyszín                    | Mérkőzés típusa                                        | Mérkőzés                | Eredmény | Nézők száma |
| ------------------ | --------------------------- | ------------------------------------------------------ | ----------------------- | -------- | ----------- |
| 1980. november 12. | Ramat Gan Stadion, Tel-Aviv | előselejtező (6. csoport)                              | Izrael–Svédország       | 0 : 0    | 46 000      |
| 1981. május 16.    | Városi Stadion, Sydney      | Ázsia/Óceánia (AFC/OFC) zóna előselejtező (1. csoport) | Ausztrália–Új-Zéland    | 0 : 2    |             |
| 1981. november 29. | Karaiskaki Stadion, Pireusz | előselejtező (5. csoport)                              | Görögország–Jugoszlávia | 1 : 2    | 11 595      |

##### 1986-os labdarúgó-világbajnokság

###### Selejtező mérkőzés
| Időpont            | Helyszín                | Mérkőzés típusa                            | Mérkőzés                 | Eredmény | Nézők száma |
| ------------------ | ----------------------- | ------------------------------------------ | ------------------------ | -------- | ----------- |
| 1984. október 14.  | Antas Stadion, Porto    | előselejtező (2. csoport)                  | Portugália–Csehszlovákia | 2 : 1    | 50 000      |
| 1985. április 5.   | Városi Stadion, Doha    | Ázsia (AFC) zóna előselejtező (2. csoport) | Katar–Irak               | 0 : 3    | 0000        |
| 1985. november 20. | Kuip Stadion, Rotterdam | előselejtező (1. csoport)                  | Belgium–Hollandia        | 2 : 1    | 54 000      |

###### Világbajnoki mérkőzés
| Időpont          | Helyszín                    | Mérkőzés típusa              | Mérkőzés              | Eredmény | Nézők száma |
| ---------------- | --------------------------- | ---------------------------- | --------------------- | -------- | ----------- |
| 1986. június 7.  | Estadio Azteca, Mexikóváros | csoportmérkőzés (B. csoport) | Mexikó–Paraguay       | 1 : 1    | 114 000     |
| 1986. június 28. | Cuauhtémoc Stadion, Puebla  | bronztalálkozó               | Franciaország–Belgium | 4 : 2    | 21 000      |

##### 1990-es labdarúgó-világbajnokság

###### Selejtező mérkőzés
| Időpont           | Helyszín             | Mérkőzés típusa           | Mérkőzés                   | Eredmény | Nézők száma |
| ----------------- | -------------------- | ------------------------- | -------------------------- | -------- | ----------- |
| 1989. október 11. | Népstadion, Budapest | előselejtező (6. csoport) | Magyarország–Spanyolország | 2 : 2    | 40 000      |

###### Világbajnoki mérkőzés
| Időpont          | Helyszín                         | Mérkőzés típusa              | Mérkőzés                         | Eredmény | Nézők száma |
| ---------------- | -------------------------------- | ---------------------------- | -------------------------------- | -------- | ----------- |
| 1990. június 9.  | Renato Dall'Ara Stadion, Bologna | csoportmérkőzés (D. csoport) | Kolumbia–Egyesült Arab Emírségek | 0 : 2    | 30 000      |
| 1990. június 25. | Olimpiai Stadion, Róma           | egyik nyolcaddöntő           | Olaszország–Uruguay              | 2 : 0    | 73 000      |

#### Labdarúgó-Európa-bajnokság
Az európai-labdarúgó torna döntőjéhez vezető úton Franciaországba a VII., az 1984-es labdarúgó-Európa-bajnokságra, Német Szövetségi Köztársaságba a VIII., az 1988-as labdarúgó-Európa-bajnokságra, valamint Svédországba a IX., az 1992-es labdarúgó-Európa-bajnokságra az UEFA JB játékvezetőként foglalkoztatta.

##### 1984-es labdarúgó-Európa-bajnokság

###### Selejtező mérkőzés
| Időpont            | Helyszín                                | Mérkőzés típusa           | Mérkőzés                  | Eredmény | Nézők száma |
| ------------------ | --------------------------------------- | ------------------------- | ------------------------- | -------- | ----------- |
| 1983. november 16. | Evžena Rošického Strahov Stadion, Prága | előselejtező (5. csoport) | Csehszlovákia–Olaszország | 2 : 0    | 35 000      |

###### Európa-bajnoki mérkőzés
| Időpont          | Helyszín              | Mérkőzés típusa | Mérkőzés            | Eredmény | Nézők száma |
| ---------------- | --------------------- | --------------- | ------------------- | -------- | ----------- |
| 1984. június 24. | Gerland Stadion, Lyon | egyik elődöntő  | Spanyolország–Dánia | 1 : 1    | 47 483      |

##### 1988-as labdarúgó-Európa-bajnokság

###### Selejtező mérkőzés
| Időpont            | Helyszín                 | Mérkőzés típusa           | Mérkőzés               | Eredmény | Nézők száma |
| ------------------ | ------------------------ | ------------------------- | ---------------------- | -------- | ----------- |
| 1986. november 19. | Központi Stadion, Lipcse | előselejtező (3. csoport) | NDK–Franciaország      | 0 : 0    | 54 578      |
| 1987. április 29.  | Kuip Stadion, Rotterdam  | előselejtező (5. csoport) | Hollandia–Magyarország | 2 : 0    | 53 035      |

##### 1992-es labdarúgó-Európa-bajnokság

###### Selejtező mérkőzés
| Időpont           | Helyszín                         | Mérkőzés típusa           | Mérkőzés                    | Eredmény | Nézők száma |
| ----------------- | -------------------------------- | ------------------------- | --------------------------- | -------- | ----------- |
| 1990. október 13. | Parc des Princes Stadion, Párizs | előselejtező (1. csoport) | Csehszlovákia–Franciaország | 2 : 1    | 38 249      |
| 1991. október 16. | Kuip Stadion, Rotterdam          | előselejtező (6. csoport) | Hollandia–Portugália        | 1 : 0    | 47000       |

#### Ázsia-kupa
Az 1984-es Ázsia-kupát Szingapúr, 1988-as Ázsia-kupát Katar rendezte, ahol a FIFA JB hivatalnoki szolgálattal bízta meg.

##### 1984-es Ázsia-kupa

###### Ázsia-kupa mérkőzés
| Időpont            | Helyszín                   | Mérkőzés típusa              | Mérkőzés          | Eredmény | Nézők száma |
| ------------------ | -------------------------- | ---------------------------- | ----------------- | -------- | ----------- |
| 1984. december 2.  | Nemzeti Stadion, Szingapúr | csoportmérkőzés (B. csoport) | Szingapúr–India   | 2 : 0    |             |
| 1984. december 13. | Nemzeti Stadion, Szingapúr | egyik elődöntő               | Szaúd-Arábia–Irán | 1 : 1    | 40 000      |

##### 1988-as Ázsia-kupa

###### Ázsia-kupa mérkőzés
| Időpont            | Helyszín               | Mérkőzés típusa              | Mérkőzés                          | Eredmény | Nézők száma |
| ------------------ | ---------------------- | ---------------------------- | --------------------------------- | -------- | ----------- |
| 1988. december 3.  | al-Ahli Stadion, Doha  | csoportmérkőzés (A. csoport) | Egyesült Arab Emírségek–Dél-Korea | 0 : 1    |             |
| 1988. december 9.  | Katar SC Stadion, Doha | csoportmérkőzés (A. csoport) | Katar–Dél-Korea                   | 2 : 3    |             |
| 1988. december 15. | Katar SC Stadion, Doha | egyik elődöntő               | Szaúd-Arábia–Irán                 | 1 : 0    | 17 000      |

#### Nemzetközi kupamérkőzések
Vezetett kupadöntők száma: 3.

##### UEFA-kupa
| Időpont              | Helyszín                          | Mérkőzés típusa           | Mérkőzés                      | Eredmény | Nézők száma |
| -------------------- | --------------------------------- | ------------------------- | ----------------------------- | -------- | ----------- |
| 1982. május 19.      | Imtech Stadion, Hamburg           | döntő második mérkőzés    | Hamburger SV–IFK Göteborg     | 0 : 3    | 57 312      |
| 1983. szeptember 14. | Philips Stadion, Eindhoven        | előselejtező (1. forduló) | PSV Eindhoven–Ferencvárosi TC | 4 – 2    |             |
| 1986. április 30.    | Santiago Bernabéu Stadion, Madrid | döntő első mérkőzés       | Real Madrid CF–1. FC Köln     | 5 : 1    | 85 000      |

##### Kupagyőztesek Európa-kupája
| Időpont         | Helyszín               | Mérkőzés típusa | Mérkőzés               | Eredmény | Nézők száma |
| --------------- | ---------------------- | --------------- | ---------------------- | -------- | ----------- |
| 1989. május 10. | Wankdorf Stadion, Bern | döntő           | Barcelona–UC Sampdoria | 2 : 0    | 42 707      |

## Sportvezetőként
Visszavonulását követően a Middlesbrough FC utánpótlás nevelésében dolgozik. A FIFA – UEFA Játékvezető Bizottságok szervezeteinél nemzetközi játékvezető ellenőr, mentor.

## Szakmai sikerek
- 1994-ben a nemzetközi játékvezetés hírnevének erősítése, hazájában 10 éve a legmagasabb Ligában (osztályban) folyamatosan tevékenykedő, eredményes pályafutása elismeréseként, a FIFA JB felterjesztésére az 1965-ben alapított International Referee Special Award címmel és oklevéllel tüntette ki.
- A IFFHS (International Federation of Football History & Statistics)  1987-2011 évadokról tartott nemzetközi szavazásán 151, játékvezető besorolásával minden idők 57, legjobb bírójának rangsorolta. A 2008-as szavazáshoz képest 42 pozíciót hátrább lépett.

## Külső hivatkozások
- George Courtney. World Referee. [2016. március 4-i dátummal az eredetiből archiválva]. (Hozzáférés: 2012. február 24.)
- George Courtney. footballzz.com. (Hozzáférés: 2012. február 24.)
- George Courtney. footballdatabase.eu. (Hozzáférés: 2012. február 24.)
- George Courtney. scoreshelf.com. [2015. április 8-i dátummal az eredetiből archiválva]. (Hozzáférés: 2012. február 24.)
- George Courtney. eu-football.info. (Hozzáférés: 2012. február 24.)
- George Courtney. football-lineups.com. (Hozzáférés: 2012. február 24.)
- George Courtney. weltfussball.de. (Hozzáférés: 2012. február 24.)

| Elődje: Ronald Challis | Fa-kupa döntő 1979–1980 | Utódja: Keith Hackett |

| Elődje: Ismeretlen | Liga-kupa döntő 1982–1983 | Utódja: Alan Robinson |

| Elődje: Dieter Pauly | KEK döntő 1988–1989 | Utódja: Bruno Galler |

| Elődje: Allan Gunn | Angol labdarúgó-szuperkupa döntő 1990 | Utódja: Terry Holbrook |

| Elődje: Ray Lewis | Liga-kupa döntő 1991–1992 | Utódja: Allan Gunn |